# Dopolavoro Aziendale S.G.E.M. Villafranca 1942-1943
Questa voce raccoglie le informazioni riguardanti il Dopolavoro Aziendale S.G.E.M. Villafranca nelle competizioni ufficiali della stagione 1942-1943.

## Stagione
Il club esordì in Serie C, ottenendo l'ottavo posto del Girone F.

## Rosa
| N. |                   | Ruolo | Calciatore    |
| -- | ----------------- | ----- | ------------- |
|    | Italia (bandiera) | C     | Bani          |
|    | Italia (bandiera) | A     | Borra         |
|    | Italia (bandiera) | D     | Bracchin      |
|    | Italia (bandiera) | D     | Capetta       |
|    | Italia (bandiera) | P     | Castellani    |
|    | Italia (bandiera) | A     | Dalcorno      |
|    | Italia (bandiera) | C     | Dal Mulin     |
|    | Italia (bandiera) | A     | Rinaldo Fiumi |
|    | Italia (bandiera) | P     | Gennari       |

| N. |                   | Ruolo | Calciatore          |
| -- | ----------------- | ----- | ------------------- |
|    | Italia (bandiera) | A     | Grossi              |
|    | Italia (bandiera) | D     | Incerti (I)         |
|    | Italia (bandiera) | A     | Incerti (II)        |
|    | Italia (bandiera) | C     | Francesco Meregalli |
|    | Italia (bandiera) | A     | Migliorini          |
|    | Italia (bandiera) | A     | Rivoltani           |
|    | Italia (bandiera) | A     | Salvietti           |
|    | Italia (bandiera) | A     | Valerio             |